# Muscicapa gambagae
Papa-moscas-de-gambaga ou taralhão-das-acácias (Muscicapa gambagae) é uma espécie de ave da família Muscicapidae.
Pode ser encontrada nos seguintes países: Burkina Faso, Camarões, República Centro-Africana, Chade, República Democrática do Congo, Costa do Marfim, Djibouti, Etiópia, Gana, Guiné, Quénia, Libéria, Mali, Nigéria, Arábia Saudita, Somália, Sudão, Togo, Uganda e Iémen.
Os seus habitats naturais são: florestas secas tropicais ou subtropicais , savanas áridas e matagal árido tropical ou subtropical.